# Menelik I
Menelik I (en ge'ez: ምኒልክ) fue, según la tradición, el primer emperador de la dinastía salomónica de Etiopía. De acuerdo con el Kebra Nagast, era hijo del rey Salomón de Israel y la Reina de Saba.

## Biografía
Según las leyendas de Etiopía, Menelik I habría nacido en la región de Hamasien, actualmente en Eritrea. Su madre, la Reina de Saba, regresó a Etiopía desde Israel embarazada de él. Ya de adulto, Menelik I emprendió un viaje a Israel para conocer a su padre, Salomón. En esta visita, el rey Salomón le ofreció el trono, pero Menelik prefirió regresar a su tierra. Salomón entonces accedió a que Menelik se llevara consigo a miembros de su corte, intelectuales y sacerdotes, con el objetivo de que compartieran sus conocimientos y tradiciones en Etiopía. 
Según la tradición relatada en el Kebra Nagast, antes de partir de Israel, Salomón le dio a Menelik una copia del Arca de la Alianza. No obstante, de acuerdo con esta historia, Menelik habría intercambiado la copia por el Arca auténtica y llevado la verdadera a Axum, donde, según algunas versiones, permanece en la Iglesia de Santa María de Sion.
Al regresar a Etiopía, la Reina de Saba lo proclamó rey, convirtiéndose así en Menelik I. Según la tradición, Menelik I habría declarado a los etíopes como el "pueblo elegido de Dios". La historia de Menelik y el traslado del Arca de la Alianza se detalla en el Kebra Nagast, considerado un texto sagrado para la Iglesia ortodoxa etíope y base de la legitimidad de la dinastía salomónica en Etiopía.